# Concessioni Autostradali Piemontesi
La Concessioni Autostradali Piemontesi (CAP) era una società per azioni italiana, con sede a Torino, che operava nella progettazione, realizzazione e concessione di tratte autostradali.

## Storia
La CAP nasce a Roma il 24 luglio 2008, con un capitale sociale di 2 milioni di euro, sottoscritto al 50 % dalla SCR - Società di Committenza Regionale (società in house della Regione Piemonte) e al 50 % dall'ANAS per la realizzazione di alcune opere infrastrutturali in Piemonte.
Il 29 dicembre 2017 la società viene posta in liquidazione.

## Progetti
Le opere sulle quali inizialmente CAP concentrerà le sue risorse e delle quali sarà soggetto aggiudicatore e concedente:
- Autostrada Pedemontana Piemontese (A4 Santhià-Biella-A26 Ghemme)
- collegamento in tunnel autostradale di corso Marche a Torino
- tangenziale est di Torino
- collegamento autostradale Strevi-Predosa.

Mercedes Bresso, in passato Presidente della Provincia di Torino e Presidente della Regione Piemonte, rilascia una dichiarazione in cui afferma che CAP ha il compito di progettare e realizzare opere per un importo complessivo di oltre 2,4 miliardi di euro.